# Hal McIntyre
Hal McIntyre (* 29. November 1914 in Cromwell, Connecticut; † 5. Mai 1959 in Los Angeles) war ein US-amerikanischer Altsaxophonist, Klarinettist und Big Bandleader im Bereich des Swing und der Populären Musik.

## Leben und Wirken
Hal McIntyre arbeitete zunächst in lokalen Bands in Connecticut und gründete 1935 seine erste Band, ein Oktett. 1937 spielte er für kurze Zeit bei Benny Goodman und wurde dann von Glenn Miller engagiert; er gehörte damals zu den Gründungsmitgliedern des Glenn Miller Orchestra, in dem er von 1937 bis 1941 spielte. Glenn Miller unterstützte ihn finanziell bei der Bildung eines eigenen Orchesters; sein McIntyre Orchestra debütierte dann 1941 in New Rochelle (New York) und wurde schließlich durch sein Engagement im Glen Island Casino bekannt. Dem Ensemble gehörten die Bandsänger Helen Ward, Gloria Van, Ruth Gaylor und Al Nobel sowie die Musiker Bobby Jones, Eddie Safranski, Louis Mucci, Bobby Guyer und Allen Eager an; Arrangeure waren Dave Matthews, Billy May, Ralph Flanagan und Howard Gibeling. Das Orchester, das in einem College poll des Billboard zu den vielversprechendsten Bands der Jahre 1942 und 1943 gewählt wurde und mit The Band that America Loves für sich warb, spielte vor allem in den großen Ballrooms wie dem Hollywood Palladium; in der Endphase des Zweiten Weltkriegs spielte es auch außerhalb der USA im Rahmen der Truppenbetreuung. Es entstanden Schallplatten-Aufnahmen für Cosmo und Victor Records. McIntyre konnte das Orchester bis in die 1950er Jahre aufrechterhalten; 1952 begleitete sein Orchester The Mills Brothers bei ihrem Erfolgstitel „Glow Worm“.
McIntyre zog Ende der 1950er Jahre an die Westküste und starb 1959 an den Folgen eines Hausbrands. Sein Sohn Hal Jr. hatte in den 1970er Jahren eine Bigband im Raum Boston, die die Arrangements des Original McIntyre Orchestra spielten.

## Diskographische Hinweise
- The Uncollected: Hal McIntyre (Hindsight Records, 1940–1943)
- Hal McIntyre & His Orchestra (Circle, 1942)
- Dance Date (Columbia, 1950)